# Ортис, Тито
Дже́йкоб Кри́стофер Орти́с (англ. Jacob Christopher Ortiz; род. 23 января 1975 года в Хантингтон-Бич, Калифорния, США), больше известный как Ти́то Орти́с (англ. Tito Ortiz; МФА: [tɪtɵ ɔərtɪs]) — американский боец смешанного стиля мексиканского происхождения. В период с 2000 по 2003 год Ортис владел титулом чемпиона Ultimate Fighting Championship (UFC) в полутяжёлом весе и провёл пять успешных защит пояса, что долгое время являлось рекордом. Также на момент завершения карьеры в UFC Ортису принадлежали рекорды по количеству боёв, проведённых в этой организации (27), и по суммарному количеству времени, проведённому внутри восьмиугольника за карьеру (5 часов и 33 секунды). В 2012 году Ортис был введён в «Зал Славы» UFC (в течение некоторого времени его имя не упоминалось на сайте UFC; см. раздел «Возобновление карьеры в Bellator»).
В мире MMA (англ. Mixed martial arts) Ортис имеет репутацию «плохого парня» в связи с неоднократными оскорблениями противников, но, несмотря на это, является одним из самых популярных бойцов: на бой Ортис — Лидделл 2 впервые в истории UFC было продано более миллиона платных показов (англ. pay-per-view). Кроме того, Ортис не раз появлялся на обложках различных журналов, таких как «Black Belt», и является прототипом персонажей видеоигр и коллекционных фигурок, выпускаемых под брендом UFC.
Вне октагона Ортис является председателем правления основанной в 1999 году компании «Punishment Athletics», производящей спортивное снаряжение и одежду, а также «Punishment Nutrition», выпускающей спортивное питание. Начиная с 2012 года, Тито, будучи совладельцем компании «Primetime 360», выполняет функции менеджера бойцов MMA, и самой известной его подопечной была Кристиана Жустину. Как и многие другие известные бойцы (например Фрэнк Шемрок, Марк Коулмен и Рэнди Кутюр), Ортис открыл собственный тренировочный зал — «Team Punishment Training Center», принял участие в съёмках ряда кинофильмов, а также написал автобиографическую книгу.

## Ранние годы
Джейкоб родился в смешанной мексикано-американской семье Самуэля и Джойс Ортис, имевшей трёх сыновей от первого брака. Своё прозвище — Тито (Tito) — Джейкоб получил от отца в возрасте одного года.
Первые годы семья жила спокойно и счастливо: отец ходил на работу, а мать оставалась дома с детьми, нередко проводя с ними целые дни на пляже. В 1980 году юный Тито пошёл в школу.
Супруги Ортис были приверженцами движения хиппи, и курение марихуаны занимало слишком большую часть их жизни. Затем в употребление вошёл героин. Самуэль потерял работу и начал продавать вещи, Джойс также искала способы достать денег на наркотики. Ортис, по его признанию, к седьмому классу сам употреблял кокаин и нюхал клей, а также пробовал психотропные вещества и грибы. Кроме того, всё больше времени он проводил на улице.

К концу первого года их зависимости дома стало так невыносимо, что я не хотел там находиться ни в коем случае. Особенно когда они были под кайфом, что, как мне кажется, было постоянно. Я приходил домой со школы и, как только они возвращались, уходил гулять с друзьями или же просто бродить по улицам.
Оригинальный текст (англ.)By the end of the first year of their addiction, it had gotten so bad at home that I did not want to be around my parents at all. Especially when they were high, which seemed to be all the time. I would come home from school, and as soon as they came home I would leave and go hang out with my friends or just wander the streets.
— Тито Ортис
В 1982 году семья Ортисов переехала в Санта-Ану, но из-за подобного образа жизни им часто приходилось передвигаться по округу Ориндж, останавливаясь то в парке для трейлеров, то в мотелях, то в гаражах.

Я должен был умереть или оказаться за решёткой. Многие дети в подобной ситуации не имеют стремления к лучшей жизни — ведь им не на кого ориентироваться.
Оригинальный текст (англ.)I should either be dead or in jail. A lot of kids who are in similar situations don’t have aspirations of a better life because they don’t have anybody to look up to.
— Тито Ортис
Когда Ортису было 13 лет, его родители развелись. Инициатором выступила мать, желавшая изменить образ жизни, в то время как её муж того не хотел. Таким образом, в 1988 году Тито с матерью переехал в Хантингтон-Бич к старшим братьям, которые были отправлены туда за несколько лет до этого.

## Спортивная карьера

### Начало карьеры
На второй год обучения в старшей школе «Хантингтон-Бич» Ортис начал заниматься борьбой под руководством Пола Эрреры и занял четвёртое место на соревнованиях штата среди учащихся старших школ. Занятия спортом на какое-то время отгородили Тито от неприятностей, но во время летних каникул предоставленный самому себе Ортис украл автомобиль, в результате чего провёл часть лета в тюрьме для несовершеннолетних. Выйдя на свободу, Тито вновь принялся употреблять наркотики, но тренер, желая ему помочь, сумел убедить его усиленно тренироваться для получения спортивной стипендии в колледже. После этого Джейкоб смог отказаться от пагубного пристрастия и окончил школу в ранге чемпиона CIF (англ. California Interscholastic Federation) по борьбе.
В 1993 году, получив стипендию на обучение, Ортис поступил в колледж «Голден-Уэст», где стал членом борцовской сборной и выиграл чемпионат штата.

### Ultimate Fighting Championship

#### Первые выступления
В смешанные единоборства Тито Ортис пришёл благодаря тренировкам с известным бойцом Дэвидом «Танком» Эбботтом. Тому потребовался «здоровый детина» в качестве тренировочного партнёра по борьбе, и он обратился к своему знакомому тренеру, у которого Тито занимался в старшей школе. Ортис был подходящим кандидатом, и он сразу согласился.

В то время я считал Танка классным парнем… Он показал мне, что если иметь острый язык, то, когда придёт время биться, будет неважно победишь ты или проиграешь. Острый язык заставит людей или любить тебя, или ненавидеть. В любом случае — они будут говорить о тебе.
Оригинальный текст (англ.)At the time I thought Tank was a pretty cool guy… He taught me that if you talk the smack, when it comes down to fight time, it doesn’t matter if you win or lose. You talk the smack to make people either love you or hate you. Once they love you or hate you, then they’ll talk about you.
— Тито Ортис, из автобиографии
Первое время Ортис оставался исключительно спарринг-партнёром, не планируя непосредственного участия в профессиональных боях. Но однажды Тито увидел по телевизору турнир под эгидой «Ultimate Fighting Championship», на котором победу одержал Джерри Боландер. Ортис, по его словам, побеждавший Боландера на соревнованиях по борьбе в школе, решил, что ему такие выступления тоже по силам. Он позвонил Танку и попросил его посодействовать своему участию в каком-нибудь турнире.
Дебют Тито состоялся 3 мая 1997 года на UFC 13. Чтобы сохранить стипендию на обучение, Ортис принимал в нём участие как любитель и денег за выступление не получил. Его первым противником был Уэс Олбриттон, имевший 5 дан по карате. Бой завершился быстро: Тито повалил противника и нанёс ему множество ударов, вынудив рефери остановить поединок.
Следующим его противником в тот вечер стал опытный боец из основанного Кеном Шемроком клуба «Львиное логово» (англ. Lion's Den), бывший чемпион Pancrase — Гай Мецгер, чей оппонент, Энсон Иноуэ, отказался от боя из-за травмы. Ортис, лишь недавно начавший изучать технику болевых и удушающих, оказался бессилен, когда Мезгер начал делать удушающий приём «гильотина», и был вынужден сдаться.
Несмотря на поражение от Мезгера, первые бои показали способность Ортиса доминировать над противниками, успешно применяя тактику, которая впоследствии получила название «граунд-энд-паунд». Данная тактика стала «коронкой» Ортиса и, во многом благодаря ему, получила широкое распространение в мире ММА.
После победы техническим нокаутом над Джереми Скритоном, Ортис взял верх над другим представителем «Львиного логова» — Джерри Боландером. После остановки поединка Тито надел футболку с надписью «Я только что выебал тебя в задницу» (англ. I Just Fucked Your Ass) и изобразил пальцами стрельбу по секундантам Боландера. Традицию надевания футболки с оскорбительной или провокационной надписью Ортис сохранил на протяжении всей карьеры, что в последующем послужило источником неоднократных конфликтов с другими представителями ММА, в частности, Кеном Шемроком и «Львиным логовом». Так, на UFC 19, Ортис получил возможность взять реванш у Мезгера. Первоначально планировался бой между Мезгером и Витором Белфортом, но последний получил травму. За две недели до боя промоутеры позвонили Тито с предложением вновь встретиться с Мезгером, и, после некоторых сомнений, тот согласился. Выиграв бой техническим нокаутом в первом раунде, Ортис надел футболку с надписью «Гей Мезгер — моя сучка» (англ. Gay Mezger Is My Bitch), а затем показал средний палец секундантам Мезгера. Кен Шемрок, присутствовавший среди них, был возмущён и, перегнувшись через ограду восьмиугольника, начал выяснять с Ортисом отношения. Во избежание развития конфликта между спорящими судья вмешался и отвёл Ортиса в сторону. В итоге, ссора вылилась в три боя между Ортисом и Шемроком, в каждом из которых победу одержал Ортис.
Ортис отмечал, что в первые годы профессиональной карьеры его кумиром и объектом для подражания был Бас Рюттен — чемпион Pancrase и чемпион UFC в тяжёлом весе. По словам Ортиса, Бас внушал противникам страх, и Тито хотел добиться того же.

#### Чемпион в полутяжёлом весе
Успехи Ортиса позволили ему претендовать на титул чемпиона, и 24 сентября 1999 года на UFC 22 состоялся его поединок с Фрэнком Шемроком. Считавшийся фаворитом Ортис попал под серию ударов в конце четвёртого раунда, и судья остановил схватку, объявив Шемрока победителем.
Фрэнк сравнил поединок с боем большой и маленькой собак, упомянув, что Ортис был тяжелее его на 11 килограмм. Тито, в свою очередь, признал, что несмотря на усердную подготовку, он был слабее Шемрока, но, даже проиграв, он доволен схваткой:

Я думаю, что никто более так не проверял Фрэнка, как я. … Он сказал мне, что я был адски жёстким, он сказал, что я, возможно, самый жёсткий парень, с кем ему доводилось биться. Я принял то поражение как победу, потому что я многое взял из того урока и становился лучше от раза к разу. Я понял как выбирать ритм и работать над правильными вещами, которые в итоге сделают меня победителем.
Оригинальный текст (англ.)I think nobody tested Frank like I did, never. … He told me I was tough as hell, he said I was probably one of the toughest guys he’s ever fought. I took that loss as a win because I learnt so much from it and I get better and better each time. I learned how to pace myself and work on the right things that would make me a winner.
— Тито Ортис, о бое с Фрэнком Шемроком
Шемрок вскоре отказался от титула и ушёл из UFC, а бывший средний вес был переименован в полутяжёлый. Ортис вновь получил возможность побороться за титул чемпиона.
На UFC 25 он встретился с Вандерлеем Силвой. Проходивший в Японии титульный поединок знаменателен также тем, что это был первый и последний турнир в истории UFC, когда матч оценивали четыре судьи. Ортис противопоставил агрессивному стилю бразильца, предпочитающего действия в стойке, успешные переводы в партер (т. н. тейкдауны — от англ. takedown). Раз за разом он совершал результативные проходы в ноги и атаковал лежащего противника сверху. Несмотря на то, что Силва уверенно защищался, а в третьем раунде смог успешно ударить навстречу коленом, по итогам пяти раундов Ортису была присуждена победа единогласным решением судей, а вместе с ней — титул чемпиона. В этот раз надпись на футболке Тито не несла в себе оскорбления и гласила «Я только что прикончил убийцу с топором» (англ. I Just Killed The Axe Murderer).
Первую защиту титула Тито Ортис провёл 16 декабря 2000 года на UFC 29, тоже проходившем в Японии. Его противником был любимец местной публики Юки Кондо. Кондо активно начал и сумел в одном из эпизодов провести удар коленом в подбородок Ортису. Тито упал на спину, но продолжил движение и, кувыркнувшись через голову, поднялся в стойку. После этого он сумел прижать Кондо к сетке и, нанеся японцу множество ударов, завершил бой удушающим приёмом.

Я бился с ним в его стране, и я знал, что он будет держать все мои удары до последнего. Поэтому я решил заставить его сдаться удушающим, потому что считал это единственным способом остановить его.
Оригинальный текст (англ.)I knew I was fighting him in his home country and I knew he was going to take everything I gave to him punching wise. So I knew I had to get a submission on him because I knew that was the only way I was going to stop him.
— Тито Ортис, о бое с Юки Кондо
Следуя уже привычной зрителям традиции, Ортис примерил очередную футболку, на которой было написано: «УВАЖЕНИЕ; я его не зарабатываю — я его, блядь, беру!» (англ. RESPECT; I don’t earn it; I just fuckin take it!).
После этого боя Ортис провёл ещё три успешных защиты титула, победив Эвана Таннера, Элвиса Синосича и Владимира Матюшенко.
В ноябре 2002 года Ортису предстояло провести пятую защиту титула в бою против Кена Шемрока, с которым у него был конфликт со времён UFC 19 и который ради этого боя начал сбрасывать вес. UFC, столкнувшаяся с падением зрительского интереса, всячески раскручивала этот поединок. Ортис и Шемрок давали едкие интервью и участвовали в телевизионных ток-шоу, где не скупились на оскорбления в адрес друг друга. Эти меры возродили интерес со стороны зрителей, и на турнир было продано 13 тысяч билетов и 150 тысяч платных показов. Ортис доминировал в течение трёх раундов, а на четвёртый Шемрок отказался выходить. Довольный одержанной победой Ортис надел футболку с надписью «Я только что убил Кенни, ублюдок» (англ. I Just Killed Kenny, You Bastard).

#### Потеря титула чемпиона
В 2000 году контракт с UFC заключил перспективный полутяжеловес Чак Лидделл, за два года одержавший семь побед подряд, в том числе над бывшими чемпионами организации Кевином Рэндлменом и Витором Белфортом. Его рассматривали как претендента № 1 на титульный бой, однако Ортис отказывался выходить против Лидделла, заявляя, что они друзья и раньше вместе тренировались, а также выражая неудовлетворение условиями контракта. Менеджеры UFC нашли выход, объявив бой за вакантный титул чемпиона между Лидделлом и Рэнди Кутюром, в котором победу одержал последний.
Таким образом, Ортису предстоял бой с Кутюром за звание бесспорного чемпиона (англ. undisputed champion). Тито заявил, что легко выиграет у обладателя «ненастоящего» пояса и предложил Кутюру в подарок трость, намекая, что она ему понадобится после боя. Кутюр сказал в ответ, что он, между прочим, победил Лидделла, которого Ортис боится и от которого бегает. В сентябре 2003 года на UFC 44 Кутюр одержал победу единогласным решением судей, отобрав титул у Ортиса.
Следующий бой теперь уже бывший чемпион провёл на UFC 47 против Лидделла. Победа в том поединке дала бы ему право на титульный бой, но Ортис был нокаутирован во втором раунде. Впрочем, несмотря на поражение, следующие несколько боёв Ортиса закончились для него победами: Тито сумел одержать верх над канадцем Патриком Коте и одолел Витора Белфорта раздельным решением судей (29—28, 29—28, 28—29).

#### Уход из UFC в 2005 году
В феврале 2005 года у Ортиса истёк контракт с UFC, и он не стал его продлевать из-за разногласий по условиям контракта. В ответ UFC удалила его профиль с собственного сайта. Ортису было предложено участвовать в турнирах под эгидой разных организаций, среди которых: «Pride Fighting Championships» и промоушен Дона Кинга «World Fighting Alliance» — однако ни с одной из них соглашение не было подписано. Вместо этого Ортис начал сотрудничество с «Total Nonstop Action Wrestling».

#### Возвращение в UFC в 2005 году
В ноябре 2005 года президент UFC, Дэйна Уайт, объявил, что они с Ортисом нашли взаимопонимание и что Тито и его заклятый враг Кен Шемрок станут тренерами «The Ultimate Fighter 3» (TUF 3) — реалити-шоу, транслировавшегося каналом «Spike TV». Вражда между тренерами команд и их препирательства перед камерами подогревали зрительский интерес к шоу и во многом способствовали его популярности. Контракт Ортиса предполагал три боя: первый должен был состояться на UFC 59 против победителя первого сезона «The Ultimate Fighter» Форреста Гриффина, второй — с Кеном Шемроком в финале телешоу на UFC 61; в случае победы в обоих боях Ортису был обещан титульный поединок с Лидделлом. Кроме того, Уайт, бывший боксёр-любитель, обещал лично встретиться с Ортисом в боксёрском поединке.
15 апреля 2006 года Ортис победил Гриффина раздельным решением судей. При этом он выступал с травмой колена — повреждениями медиальной коллатеральной связки и передней крестообразной связки. 8 июля на событии, посвящённом финалу TUF 3, Ортису предстоял второй поединок с Шемроком. Незадолго до боя соперники вновь обменялись оскорблениями в эфире телешоу. Свои слова Ортис подкрепил победой в схватке в первом раунде техническим нокаутом. В этот раз надпись на футболке Тито гласила: «Если будешь биться с Тито Ортисом, то проиграешь» (англ. If you fight Tito Ortiz You Lose).
Тем не менее ввиду споров о чересчур ранней остановке боя UFC приняло решение об организации третьего поединка, который стал бы финальным в противостоянии Ортис—Шемрок, и 25 августа на взвешивании перед UFC 62 Дэйна Уайт анонсировал этот матч. Для его проведения было организованно отдельное «малое событие» (англ. minor event) — «Ortiz vs. Shamrock 3: The Final Chapter». И в третий раз победу праздновал Тито, надпись на футболке которого гласила: «Накажу его и отправлю на пенсию» (англ. Punishing Him Into Retirement).
После этого Ортис получил право на титульный поединок с Лидделлом, который состоялся на UFC 66. В интервью перед ним Тито заявлял, что усердно готовился и непременно вернёт себе титул.
Интрига боя заключалась в том, сможет ли Ортис перевести схватку в партер и там применить свои локти, или нет. В первом раунде Лидделл уверенно контролировал ход поединка, не дав Ортису ни единого шанса на тейкдаун. Ему также удалось открыть два рассечения на лице Тито. Во втором раунде Ортис смог наконец-то утащить противника вниз, но Лидделл легко поднялся в стойку и доминировал до удара гонга. На исходе четвёртой минуты третьего раунда, после очередного обмена ударами, залитый кровью Ортис был послан в нокдаун, и Лидделл принялся добивать лежащего противника. Рефери остановил бой и зафиксировал победу Чака техническим нокаутом.
В июле 2007 года на UFC 73 Ортис встретился с непобеждённым до того момента победителем второго сезона «The Ultimate Fighter» Рашадом Эвансом. Бой завершился ничьей, причём Ортис потерял очко за запрещённый правилами захват за сетку. Дэйна Уайт анонсировал матч-реванш, но Ортис отказался от него, заявив, что хотел бы сначала залечить старые травмы.
Между тем подходило время обещанного боксёрского поединка с президентом UFC. Изначально планировалось провести его за закрытыми дверями. Однако Ортис рассказал о бое прессе и в свойственной ему манере начал поливать противника грязью, оставляя ему сообщения на голосовую почту и давая едкие интервью. Вокруг предстоящего события вырос заметный ажиотаж, и его собирались транслировать по телевидению. Однако Ортис заявил, что хочет гонорар за поединок, утверждая при этом, что деньги пойдут на благотворительность. Получив отказ, он не пришёл на взвешивание, и Уайт был объявлен победителем.
В мае 2008 года на UFC 84 Ортису противостоял ещё один доселе непобеждённый боец — бразилец Лиото Мачида. Первый раунд Ортис начал агрессивно и попытался провести тейкдаун, тогда как Мачида отвечал лоукиками. В конце Мачиде удался бросок, и раунд завершился серией ударов по лежащему на спине Ортису. Во втором раунде Ортис продолжил попытки перевести бой в партер, но Мачида уверенно держал дистанцию, продолжая наносить лоукики. В конце концов Тито удалось повалить противника и даже пройти гард, но никакой пользы он в итоге не извлёк. В третьем раунде бойцы начали обмениваться ударами из клинча. После того как рефери развёл их, Мачида нанёс удар коленом в печень, заставивший Ортиса согнуться от боли. Мачида продолжил атаку, пытаясь пройти гард бывшего чемпиона, которому удалось сцепить ноги для проведения «треугольника». Потом Тито попытался сделать «рычаг локтя», но Лиото сумел избежать болевого приёма и, в итоге, одержал победу единогласным решением (30—27 выставили все судьи).

#### Уход из UFC в 2008—2009 годах
В начале августа у Ортиса истёк очередной контракт, и он не стал заключать новый, назвав в качестве причины недовольство Дэйна Уайтом. После этого он стал самым «лакомым» свободным агентом для рекрутёров промоутерских организаций. Контракта с Ортисом добивались «Affliction», «EliteXC» и «American Fight League».
Наиболее вероятным считался первый вариант. В середине месяца появились слухи о том, что Ортис подписал-таки контракт и вскоре встретится с Ренату Собралом на событии под названием «День расплаты» (англ. Day of Reckoning), однако они так и остались слухами.
В начале октября 2008 года в Лас-Вегасе Ортис перенёс трёхчасовую операции на спине, боли в которой он испытывал со времени боя с Кутюром. Ортис заявил, что операция прошла успешно и что он возвращается в форму:

Меня бросали на землю. Мы толкали вес, тянули вес, мы приседали, мы бегали в гору, прыгали — всё, чтобы проверить её. Я поймал человека на «треугольник», они подняли меня и бросили на пол. Ничего. Круто иметь новую спину!
Оригинальный текст (англ.)I've been slammed. We've pushed weight, pulled weight, we've squatted, we've ran hills, jumped, everything to test it. I've caught someone in a triangle, they picked me up and slammed me on this floor. Nothing. Having a new back is nice.
— Тито Ортис
Затем начался период реабилитации, после которого Ортис принялся набирать форму, при этом находясь в поисках наилучшего контракта. В одном из интервью он вновь заявил о нежелании возвращаться в UFC и о получении предложения от «Strikeforce», где выступал Фрэнк Шемрок, с которым он хотел бы провести матч-реванш. Позже он сказал, что после одного «разминочного» боя он готов сражаться с самыми сложными противниками и, в перспективе, биться с Фёдором Емельяненко.

#### Возвращение в UFC в 2009 году

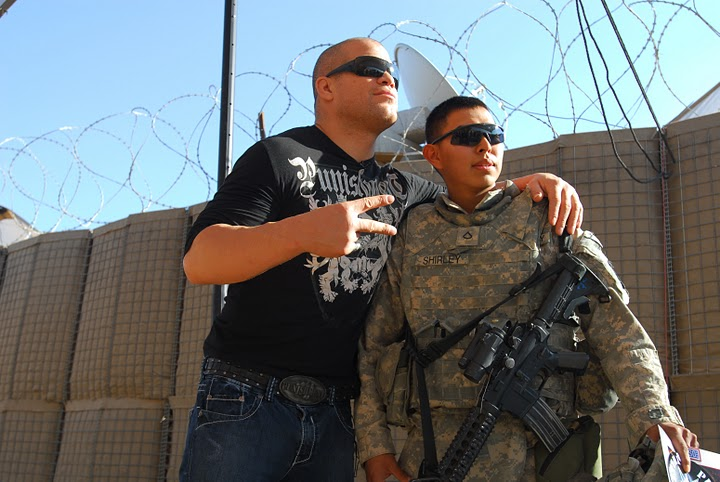
Тито Ортис на базе «Минден» в Ираке. Ортис неоднократно посещал расположения американских войск в Ираке, воодушевляя солдат и демонстрируя приёмы смешанных единоборств. Ортис был одет в футболку своей фирмы «Punishment Athletics»

Несмотря на все свои слова, Ортис вновь подписал контракт с UFC. В середине июля они совместно с Дэйной Уайтом объявили, что уладили старый конфликт, а неделю спустя последний опубликовал в Twitter сообщение, что Ортис подписал контракт. 31 июля Уайт заявил, что Ортис встретится с Марком Коулменом на UFC 106. Однако Коулмен не смог принять участие из-за травмы (как и другие участники того вечера, в том числе и участник запланированного главного боя Брок Леснар) и был заменён Форрестом Гриффином.
При подготовке Ортис большое внимание уделил отработке боксёрских навыков, пригласив Фредди Роуча, тренировавшего чемпиона мира по боксу Мэнни Пакьяо. Давая интервью перед предстоящим поединком, Ортис упомянул, что хотел бы в третий раз встретиться с Чаком Лидделлом, а на ринг вышел в футболке с надписью «Беги, Форрест, беги!» (англ. Run, Forrest! Run!).
Поединок начался с обоюдного обмена ударами. Затем Ортису удалось провести тейкдаун и нанести несколько ударов локтями сверху, однако Гриффин смог выйти из опасного положения. В дальнейшем бойцы находились в клинче и никто из них не владел явным преимуществом. Во втором раунде Ортис повалил противника и обрушил на него шквал ударов кулаками и локтями, открыв рассечение на лице. Однако Гриффин сумел выдержать и успешно защищался до конца раунда. В третьем он перехватил инициативу и атаковал, уверенно пресекая попытки Ортиса сделать тейкдаун, а на последних секундах боя отработал длинную серию ударов по противнику. В итоге, Гриффину была присуждена победа раздельным решением судей.
После матча Ортис высказал недовольство судейством, сказав, что один раунд он точно выиграл, а судья отдал победу противнику. Уайт поддержал его, добавив, что плохое судейство бросает тень на всю организацию.
В декабре 2009 года было объявлено об участии Тито Ортиса и Чака Лидделла в качестве тренеров 11 сезона шоу «The Ultimate Fighter». Следуя своему образу «плохого парня», Ортис ещё до начала трансляции стал оскорблять оппонента, утверждая, что он является алкоголиком, который завязал с выпивкой только после вмешательства Дэйны Уайта. Уайт позже опроверг эти высказывания, назвав их слухами, а Лидделл пообещал нокаутировать Ортиса в их третьем бою, запланированном в финале шоу на UFC 115. Однако поединок не состоялся ввиду того, что Ортис из-за травмы шеи покинул шоу и был заменён Ричем Франклином. Позже Ортис признался, что проблемы с шеей у него начались за неделю до второго боя с Гриффином после того, как на тренировке он был брошен на голову, а раздосадованный сменой противника Лидделл обвинил Тито в том, что тот участвовал в шоу только ради появления на экранах телевизоров.
В середине марта Ортис перенёс операцию на шее и смог вернулся к тренировкам через несколько месяцев. После этого он обсудил с Уайтом возможность своего боя в ближайшее время и, получив подтверждение, обещал в течение двух недель дать ответ о том, готов ли он физически и в порядке ли его шея. По истечении срока Тито подтвердил свою готовность выступить на осеннем событии UFC.
В октябре 2010 года Тито Ортис встретился с Мэттом Хэмиллом на UFC 121. Интерес к поединку вызывало то, что Хэмилл был учеником Ортиса в третьем сезоне «The Ultimate Fighter». В преддверии боя Ортис в очередной раз наговорил про оппонента много неприятного, однако затем он извинился, сказав, что относится к Мэтту хорошо и что это всего лишь часть его образа.
Первый раунд начался с атак Ортиса, которому удалось провести удар левой ногой в голову. Вторая попытка была пресечена Хэмиллом, который смог захватить ногу и повалить противника. Затем он принялся атаковать сверху, и хотя Ортис быстро сумел подняться в стойку, Хэмилл успел нанести рассечение оппоненту. Во втором раунде бойцы обменивались ударами и долгое время находились в клинче, но Хэмиллу позже вновь удалось провести атаку сверху лежащего противника. В третьем раунде подуставший Ортис сбавил скорость, в то время как Хэмилл начал атаковать сериями ударов и использовать граунд-энд-паунд. Единогласным решением судей (30—27, 29—28, 29—28) победа была присуждена Хэмиллу.

#### Выступления в 2011—2012 и приостановка карьеры бойца
Таким образом, начиная с декабря 2006 года, Ортис потерпел четыре поражения при одной ничьей, вследствие чего после боя возникли разговоры о его увольнении из UFC. Дэйна Уайт ушёл от прямого ответа на вопрос, останется ли Ортис, упомянув лишь, что всем известно, что происходит с тем, кто проигрывает четыре схватки подряд. Ортис заявил, что он не считает необходимым для себя завершать карьеру, что ему следует больше тренироваться в борьбе и что всё находится в руках Дэйны Уайта. Претендент на титул чемпиона UFC в полусреднем весе Джош Кошчек в весьма резких выражениях посоветовал Ортису прекратить выступления, однако 7 ноября Тито опубликовал твит, в котором сообщил, что он ещё будет выступать, а позже появилась информация о поединке Ортиса с Антониу Рожериу Ногейрой в марте 2011 года на UFC 128. Дэйна Уайт особо подчеркнул, что это будет последний шанс для бывшего чемпиона проявить себя и прервать свою неутешительную серию.
Однако поединок с Ногейрой не состоялся. Сначала он был перенесён с UFC 128 на UFC Fight Night 24, запланированный на 26 марта 2011 года. А незадолго до назначенной даты Ортис, проводя тренировочный спарринг, пропустил удар, рассёкший ему бровь, на которую потом наложили 22 шва. Ввиду этой травмы Ортис был снят с турнира и заменён Филом Дэвисом.
Вскоре Ортису был найден новый соперник. Им стал перспективный боец Райан Бейдер, потерпевший на тот момент лишь одно поражение от будущего чемпиона в полутяжёлом весе Джона Джонса. На взвешивании, предшествовавшему UFC 132, Ортис появился в спортивной кофте, которую снял, стоя спиной к публике, открыв надпись «Наказывайте своих врагов». С лицевой стороны на футболке была перечеркнутая красным фотография Усамы Бен Ладена с надписью «Наказан», что вызвало бурю восторга среди зрителей. К удивлению многих, Ортис, имевший статус явного аутсайдера, одержал победу в первом раунде, сначала отправив оппонента в нокдаун, а затем выполнив удушающий приём, признанный по итогам вечера «лучшим действием, приведшим к сдаче». Позже, подводя итоги 2011 года, сайт Sherdog присудил этому поединку награду «Поражение года» (англ. Upset of the Year).
После этой победы Ортис заявил, что хотел бы вновь встретиться с Гриффином, однако следующий бой он провёл против Рашада Эванса уже через месяц — на UFC 133, состоявшемся 6 августа. Первоначально планировался бой Эванс—Дэвис, однако последний получил травму менее чем за месяц до поединка. В качестве замены был предложен Ортис, который сначала отказался, но затем согласился заменить выбывшего американца. Эванс доминировал в схватке, а во втором раунде сумел нанести сильный удар коленом в грудь Ортиса, провести серию добивающих ударов, вследствие чего одержал победу техническим нокаутом, а сам бой был позже признан «лучшим боем вечера». За этим поражением последовал проигрыш Антониу Роджерио Ногейре, с которым Ортис наконец-таки встретился на UFC 140 10 декабря. В середине первого раунда бразильцу удалось занять в партере доминирующую позицию и обрушить на американца множество безответных ударов руками и локтями, следствием чего стало присуждение Ногейре победы техническим нокаутом.
«Мне недавно исполнилось тридцать семь лет. В течение пятнадцати из них я бился и только в UFC. Так что я знаю, что настало время повесить перчатки на гвоздь.»
В 2012 году Ортис объявил, что следующий поединок станет последним в его карьере профессионального бойца. В бою, который прошёл 7 июля в Лас-Вегасе на UFC 148, он в третий раз встретился с Гриффином в рамках второго по значимости боя вечера. Соперники избрали разные стратегии на бой: Форрест атаковал в стойке, активно чередуя удары руками с лоукиками; Тито же предпочитал использовать удары руками и искал возможности перевести бой в партер. Начало первого раунда осталось за Гриффином, однако затем он пропустил «двойку» и не смог помешать Ортису осуществить тейкдаун. Оказавшись в гарде оппонента, Тито обрушил на него удары локтями и руками. Тем не менее, Гриффин вновь вернулся в стойку и закончил раунд, прессингуя «Плохого Парня». Вторая пятиминутка началась с доминирования Форреста в стойке, однако в одном из разменов Ортис отправил победителя TUF в нокдаун. Тем не менее, выглядевший уставшим Тито упустил возможность закончить бой досрочно, и восстановившийся Гриффин вновь завершил раунд, нанеся больше ударов и не дав возможности перевести бой в партер в конце. Несмотря на то, что в третьем раунде Ортису удалось потрясти соперника точным попаданием, он опять не смог добиться досрочной победы, увязнув в клинче.
«Несмотря на мои личные проблемы с Тито, он достоин этого. Он был чемпионом, когда все только начиналось и он все ещё выступает. Между мной и Тито были не приятные моменты, но это не меняет того, что он сделал для UFC.»
В итоге бой завершился победой Гриффина, который неожиданно убежал из клетки после финального гонга и был возвращён в неё сотрудниками UFC, единогласными решением: 29—28 показали все судьи. Этот поединок получился весьма зрелищным и был отмечен призом «Лучший бой вечера».
После боя Ортис подтвердил своё намерение завершить выступления. UFC, под эгидой которой, по сути, прошла вся карьера спортсмена, оценила его вклад и ещё 6 июля на UFC 148 Fan Expo ввела в «Зал Славы» — список наиболее значимых, по мнению организации, личностей.

#### Возобновление карьеры в Bellator и второе объявление о её завершении
В июле 2013 года Ортис через свой аккаунт в Твиттерe сделал заявление о своём скором возвращении в клетку. Примечательно, что незадолго до этого ему была проведена операция на колене, однако спортсмен утверждал, что чувствует себя восстановившимся. Действительно, вскоре было объявлено о подписании Ортисом контракта с промоушеном Bellator, недавно приобретённым медиа-гигантом Viacom. На ивенте Bellator 97 президентом Bellator Бьорном Ребни был сделан анонс предстоящего 2 ноября первого турнира промоушена по системе PPV, который возглавит бой бывших чемпионов UFC Куинтона Джексона и Тито Ортиса.
Однако этот поединок не состоялся. За неделю до ивента было объявлено, что Ортис получил травму шеи, и ввиду этого не сможет выступить на турнире. По словам Ребни, медицинские специалисты сообщили, что полученное повреждение требует безотлагательного лечения, так как может привести к параличу. В итоге, ивент был свободно показан на Spike TV вместо планировавшейся системы PPV, а Джексон остался без соперника и был снят с турнира, заявив позже, что больше не заинтересован в бое с Тито.
В январе 2014 года Ортис был задержан полицией Калифорнии после того, как он ранним утром совершил ДТП, врезавшись в бетонное ограждение. Помимо Тито в автомобиле находились ещё двое, но в аварии никто не пострадал. Прибывшие на место стражи порядка арестовали Ортиса по подозрению в управлении транспортным средством в нетрезвом виде. Анализ алкоголя в его крови превысил максимально допустимое значение. В итоге, на прошедшем спустя 3 месяца судебном заседании спортсмен был оштрафован и приговорён к трёхгодичному испытательному сроку, а также суд обязал его пройти курс, рассказывающий о последствиях употребления алкоголя.
В марте Ортис объявил, что он восстановился от травмы, и готов к дебюту в Belator. Довольно неожиданно его новым соперником был объявлен Александр Шлеменко, бывший на тот момент действующим чемпионом организации в среднем весе. При этом идея такого боя принадлежала команде омича, который заявил, что не против попробовать свои силы в более тяжёлой весовой категории. Вскоре обнаружилось, что страница про Тито Ортиса была убрана с сайта UFC, а его имя более не упоминалось в разделе, посвящённом рекордсменам, и в «Зале Славы». Такое «вычёркивание из истории» вероятно стало ответом бывшего промоушена на переход к конкурентам.
Прогнозы на предстоящий бой давали Ортису мало шансов. Он обладал заметным преимуществом в массе и размахе рук: Шлеменко даже по меркам среднего веса являлся некрупным и заметно уступал в размерах другим спортсменам той же категории, например чемпиону UFC Крису Вайдману, а также имел борцовскую базу, неудобную для предпочитающего вести бой в стойке Александра. Однако Ортис был старше на 10 лет, имел долгий простой и в последний раз побеждал в 2011 году. Кроме того, ему припоминали поражения после пропущенных ударов в корпус от Эванса и Ногейры при том, что российский спортсмен неоднократно применял такие удары в боях и даже добивался с их помощью побед. Таким образом, большинство отдавало предпочтения Шлеменко, считая, что он сможет успешно держать соперника на дистанции, непрерывно обстреливая ударами и не давая перевести бой в партер.
«Иногда самый простой способ победить — быть в два раза больше…»
Тем не менее поединок опроверг все прогнозы. Как и ожидалось, Шлеменко с самого начала стал держать Ортиса на дистанции ударами, однако последний в итоге сумел прижать Александра к сетке, легко перевёл его в партер, где вскоре сомкнул удавку удушающего приёма — «треугольника» руками. Шлеменко не сдался и вскоре потерял сознание от удушья. Эта победа стала первой для американца за долгое время, и он эмоционально заявил: «Я вернулся!»

Через три месяца контракт с Bellator заключил другой член Зала Славы, завершивший карьеру — Стефан Боннар — и незамедлительно вызвал Ортиса на бой. Последний согласился, и оба спортсмена принялись оскорблять друг друга в интервью, раздувая интерес к противостоянию. Апогеем этого стала стычка между ними, произошедшая после боя Мо—Джакоби на Bellator 123. В клетку вошёл новый исполнительный директор промоушена Скотт Кокер, а также оба бойца. Кокер сделал официальное объявление о предстоящем поединке и передал микрофон комментатору для того, чтобы тот провёл «дуэль взглядов». Отвечая на вопрос о своём подписании, Боннар сказал, что хочет избить Ортиса, попутно оскорбляя его. Тито, получив слово, сказал, что это становится личным конфликтом и толкнул оппонента. В происходящее вмешались присутствующие и разняли соперников. Инцидент вызвал иронические комментарии, сравнивающие Bellator с реслинг-шоу.
Поединок продлился всё отведённое время, в течение которого Ортис, используя свои борцовские навыки, доминировал и в итоге одержал победу раздельным решением. После объявления победителя Тито облил соперника водой из бутылки и показал ему средний палец, за что был впоследствии оштрафован Калифорнийской Атлетической комиссией на две с половины тысячи долларов; впрочем, объявленный гонорар «плохого парня» составил триста тысяч. Впоследствии выяснилось, что усилия, которые спортсмены направили на раскрутку своего боя, не прошли даром: пиковая аудитория трансляции составила два миллиона зрителей, что, таким образом, сделало поединок самым популярным из показанных в 2014 году на кабельном телевидении.
После победы Ортис заявил, что хотел бы или всё-таки встретиться с Джексоном, или побороться за титул. Впрочем, когда первый ушёл выступать в UFC, Тито объявил, что проведёт ещё два боя перед повторным завершением карьеры: бой за титул и защита титула после того, как он его завоюет. Поясом чемпиона полутяжёлого веса на тот момент обладал британец Лиам Макгири, и Ортис попытался отобрать этот титул в сентябре 2015 года на совместном турнире Bellator и Glory Kickboxing. Однако американцу сделать этого не удалось: он сдался от удушающего приёма в конце первого раунда, впервые с 1997 года.
Это поражение вновь поставило вопрос о спортивном будущем Ортиса. Сам он заявил, что хотел бы «зализать раны», а журналисты вновь подняли тему возможного боя с Фёдором Емельяненко. Тито, после боя с Макгири вновь перенесший операцию, подтвердил, что ему нравится идея боя с Фёдором, но лишь после «разминочного» боя с кем-нибудь другим. В 2016 году в Bellator вернулся Джексон, что породило разговоры о возможности свести спортсменов, поединок которых сорвался тремя годами ранее, однако у руководства промоушена были другие планы: оно объявило следующим соперником Тито недавно подписанного американца Чейла Соннена.
Названный некоторыми журналистами боем двух самых известных трэш-токеров в мире MMA поединок стал возможен после возвращения Соннена в профессиональный спорт после почти четырёхлетнего перерыва. Бой состоялся в январе 2017 года, спустя 16 месяцев после встречи с Макгири, и закончился победой Ортиса удушающим приёмом в первом раунде. В предшествующий период спорстмены ожидаемо публично и неоднократно оскорбляли друг друга, что вылилось в повышенный интерес зрителей: по оценкам, их поединок посмотрело 1 миллион 850 тысяч зрителей. Сразу после завершения схватки, Тито во второй раз объявил о завершении карьеры. Доминирование Ортиса в бою было настолько заметным, что появлись разговоры о его возможном договорном характере. Однако и сам Тито, и даже Дэйна Уайт, категорически отвергли подобные предположения.

#### Повторное возобновление карьеры
В августе 2017 года перенёсший недавно очередную операцию на шее Ортис бросил в социальной сети вызов Соннену, предложив ему реванш. Дальнейшего продолжения это не получило, однако в феврале 2018 года Тито договорился о третьем поединке против своего давнего противника Чака Лидделла. Напомним, что их третий бой сорвался в 2009 году из-за травмы Ортиса. Примечательно, что Лидделл, которому в 2018 году исполнялось 48 лет, сам инициировал переговоры, ещё летом 2017 вызвав Ортиса через социальные сети.

### Стиль ведения поединков
Представитель вольной борьбы, Ортис долгое время использовал незамысловатую тактику под названием «граунд-энд-паунд»: переводя противника в партер, он начинал наносить сверху множество ударов для того, чтобы нокаутировать соперника или принудить его к сдаче. Особенно активно он использовал локти, в результате чего у оппонентов открывались рассечения.
Такая тактика в сочетании с хорошей физической формой долгое время приносила плоды, однако затем Ортис стал испытывать проблемы из-за травм, которые вынудили его на время прекратить тренировки, что отрицательно сказалось на его физических возможностях и скорости. Кроме того, оппоненты начали целенаправленно отрабатывать защиту от такого стиля, в первую очередь от прохода в ноги. Примером может служить второй поединок с Лидделлом, в котором Тито долгое время ничего не мог противопоставить Чаку в ударной технике, а попытки провести тейкдаун оказывались безрезультатными.

### Титулы и достижения
- «Ultimate Fighting Championship»
  - Чемпион в полутяжёлом весе (5 успешных защит титула)
  - Финалист UFC 13
  - Обладатель приза «Лучший нокаут вечера» на «Ortiz vs. Shamrock 3: The Final Chapter»
  - Обладатель приза «Лучший болевой вечера» на «UFC 132: Cruz vs. Faber 2»
  - Обладатель приза «Лучший бой вечера» на «UFC 133: Evans vs. Ortiz 2»
  - Обладатель приза «Лучший бой вечера» на «UFC 148: Silva vs. Sonnen 2»
  - Член Зала Славы (с 2012 года)
- «Bellator»
  - Претендент на титул чемпиона в полутяжёлом весе (2015 год)
- Журнал «Black Belt»
  - 2001 — «Конкуренты года в смешанных единоборствах» (NHB Co-Competitor of the Year) — с Чаком Лидделлом[145]
- «Wrestling Observer Newsletter»[2]
  - 2002 — «Ссора года» (Feud of the Year) — с Кеном Шемроком
  - 2006 — «Ссора года» — с Кеном Шемроком
- Журнал «Fighting Spirit»[2]
  - 2006 — «Поединок года» (Fight of The Year) — с Форрестом Гриффином на UFC 59
  - 2006 — «Золотые перчатки» (Golden Gloves)
- Сайт Sherdog
  - 2011 — «Поражение года» (Upset of the Year) — за неожиданную победу над Райаном Бэйдером[84]

## Статистика
Таблица с профессиональной статистикой Тито Ортиса согласно сайту Sherdog приведена ниже.

## Другая деятельность

### Грэпплинг
Помимо смешанных единоборств, Ортис принимал участие в турнирах по грэпплингу. Самым значимым выступлением его является участие в престижном международном турнире «ADCC Submission Wrestling World Championship» в 2000 году в категории до 99 кг. Одержав четыре победы: над Мэттом Хьюзом, Майком ван Арсдэйлом, Румина Сато и Ростиславом Борисенко, — он уступил в полуфинальном поединке Рикарду Ароне и занял в итоге третье место. Большой проблемой для участников, которой ему удалось избежать, Ортис назвал акклиматизацию в Абу-Даби.

### Профессиональный реслинг
В 2005 году после конфликта с руководством UFC Ортис подписал контракт с реслинговой организацией «Total Nonstop Action Wrestling», по условиям которого он был приглашён в качестве рефери титульного поединка за звание чемпиона «NWA» (National Wrestling Alliance) в супертяжёлом весе между Джеффом Джареттом и Эй Джей Стайлсом на шоу, прошедшем 15 мая 2005 года.
Ортис понарошку «нокаутировал» Джаретта правым хуком после того, как тот толкнул его, и объявил Стайлса чемпионом.
В начале октября 2005 года Ортис был объявлен приглашённым рефери для запланированного на 23 октября поединка, на котором чемпион «NWA» в супертяжёлом весе Джефф Джаретт должен был защищать свой титул в поединке против Кевина Нэша. Однако 1 октября Тито пришёл на шоу «TNA iMPACT!», где присутствовали оба реслера, которые начали выяснять отношения до своего поединка, и «провёл» удушение Нэша сзади, не позволив тому продолжать схватку.
Тремя неделями позже на шоу «Bound for Glory» Ортис судил матч между Джареттом и «Носорогом» (англ. Rhino), который заменил выбывшего Нэша. Когда последний начал удерживать противника, на ринг попытались прорваться секунданты Джаретта — Джеймс Шторм и Крис Харрис. Однако Ортис не позволил им вмешаться, «нокаутировав» обоих, и по окончании отсчёта объявил Носорога чемпионом.
Когда Ортиса спросили, не желал бы он вновь появиться на реслинговых шоу, он ответил, что это был интересный опыт, но ему важнее бои по смешанным правилам. В другом интервью он отметил, что по окончании карьеры предпочёл бы заняться тренерской деятельностью и благотворительностью.

### Актёрская карьера
Помимо того, что Ортис был одним из тренеров в третьем и одиннадцатом сезонах шоу «The Ultimate Fighter», он также принял участие в съёмках ряда фильмов и сериалов.
Ортис дебютировал в кино в 2003 году в эпизодической роли бойца в фильме «От колыбели до могилы», был назван продюсером фильма «Ворон» Джеффом Мостом «новым Вином Дизелем». В 2005 году Тито принял участие в съёмках четвёртого фильма в серии «Ворон» и сыграл в одном из эпизодов сериала «4исла».
В 2006 году Ортис сыграл, пожалуй, свою самую неожиданную для западного зрителя роль. Ею стал персонаж турецкого фильма «Kurtlar vadisi — Irak» (с тур. — «Долина волков: Ирак»). Отвечая на вопрос о причинах своего участия в нём, Ортис сказал, что всего лишь выполнял работу, а не выражал тем самым свою позицию по вопросу иракской войны.
В 2008 году он отметился ролью в треш-хорроре «Зомби-стриптизёрши», в котором одну из главных ролей исполняла его жена Дженна Джеймсон.
Фильмография Тито Ортиса согласно сайту Imdb приведена в таблице ниже.
| Год  |   | Русское название                      | Оригинальное название   | Роль                           |
| ---- | - | ------------------------------------- | ----------------------- | ------------------------------ |
| 2003 | ф | «От колыбели до могилы»               | Cradle 2 the Grave      | Боец                           |
| 2005 | ф | «Районная подземка»IMDb               | Venice Underground      | Поптоп                         |
| 2005 | ф | «Ворон: Жестокое причастие»           | The Crow: Wicked Prayer | Фамин                          |
| 2006 | ф | «Долина волков: Ирак»IMDb             | Kurtlar Vadisi: Irak    | Американский главнокомандующий |
| 2006 | ф | «Собачья проблема"IMDb                | The Dog Problem         | Фрэнк                          |
| 2007 | с | «4исла»                               | Numb3rs                 | Тино Альва                     |
| 2008 | ф | «Зомби-стриптизёрши»                  | Zombie Strippers        | Вышибала                       |
| 2012 | с | «C.S.I.: Место преступления Нью-Йорк» | CSI: NY                 | Дерек Петров                   |
| 2019 | ф | Ночь в осаде                          | Trauma Center           | Детектив Пирс                  |
| 2019 | ф | Девушка-невидимка                     | Above the Shadows       | Аттила                         |

### Комментаторская работа
Не подписав контракт с «Affliction» на бой, Ортис принял приглашение компании быть комментатором на «Дне расплаты». Слава, снисканная Ортисом в результате этого начинания, была весьма своеобразной: несмотря на богатый практический опыт ММА, Тито с трудом формулировал мысли, путался в словах, употреблял несуразные обороты речи и забывал о чём хотел сказать. В частности, полутяжеловеса Ренату «Бабалу» Собрала он представил как «Серальдо Бабалу» и объявил его «одним из самых лучших тяжеловесов вечера». Средневеса Витора Белфорта Ортис представил как «великолепного 105-фунтового» (48 кг) бойца, вернувшегося в возрасте 131 года, а Фёдору Емельяненко сказал: «Ты вырубал двух бывших чемпионов UFC в тяжёлом весе и ты лучший тяжеловес… в моих глазах… И я думаю, в каждом из глаз всех этих парней по всему миру… Сегодня». Косноязычие Ортиса было настолько запоминающимся, что по версии сайта CagePotato Тито занял первое место в рейтинге худших комментариев в истории ММА.

### Литературное творчество
Ортис в соавторстве с Марком Шапиро написал автобиографическую книгу «Это будет больно: жизнь чемпиона по смешанным единоборствам», изданную «Simon & Schuster». Практика написания подобных книг весьма распространена среди известных бойцов. Например, Рэнди Кутюр написал книгу «Становясь Естественным: Моя жизнь в и вне клетки» (англ. Becoming the Natural: My Life in and Out of the Cage), а Мэтт Хьюз — «Сделано в Америке: Самый доминирующий чемпион в истории UFC» (англ. Made in America: The Most Dominant Champion in UFC History) (обе книги того же издательства).
В книге Ортис описывает своё детство и карьеру в смешанных единоборствах. Свой конфликт с Дэйна Уайтом в связи с нежеланием выходить против Чака Лидделла, которые всегда говорили, что Тито уклоняется от поединка из-за страха, он объясняет желанием добиться от UFC бо́льших гонораров для бойцов:

Я твёрдо уверен, что все бойцы должны получать настолько много, настолько это возможно, потому что мы рискуем своими задницами, когда выходим в Октагон. Но Чак об этом особенно не волнуется. Он дитя трейлерного парка.
Оригинальный текст (англ.)I’m a firm believer that all fighters should get as much as we can because it’s our asses on the line when we step into the Octagon. But Chuck doesn’t really care that much. He’s kind of a trailer park.
— Тито Ортис, из автобиографии

## Личная жизнь

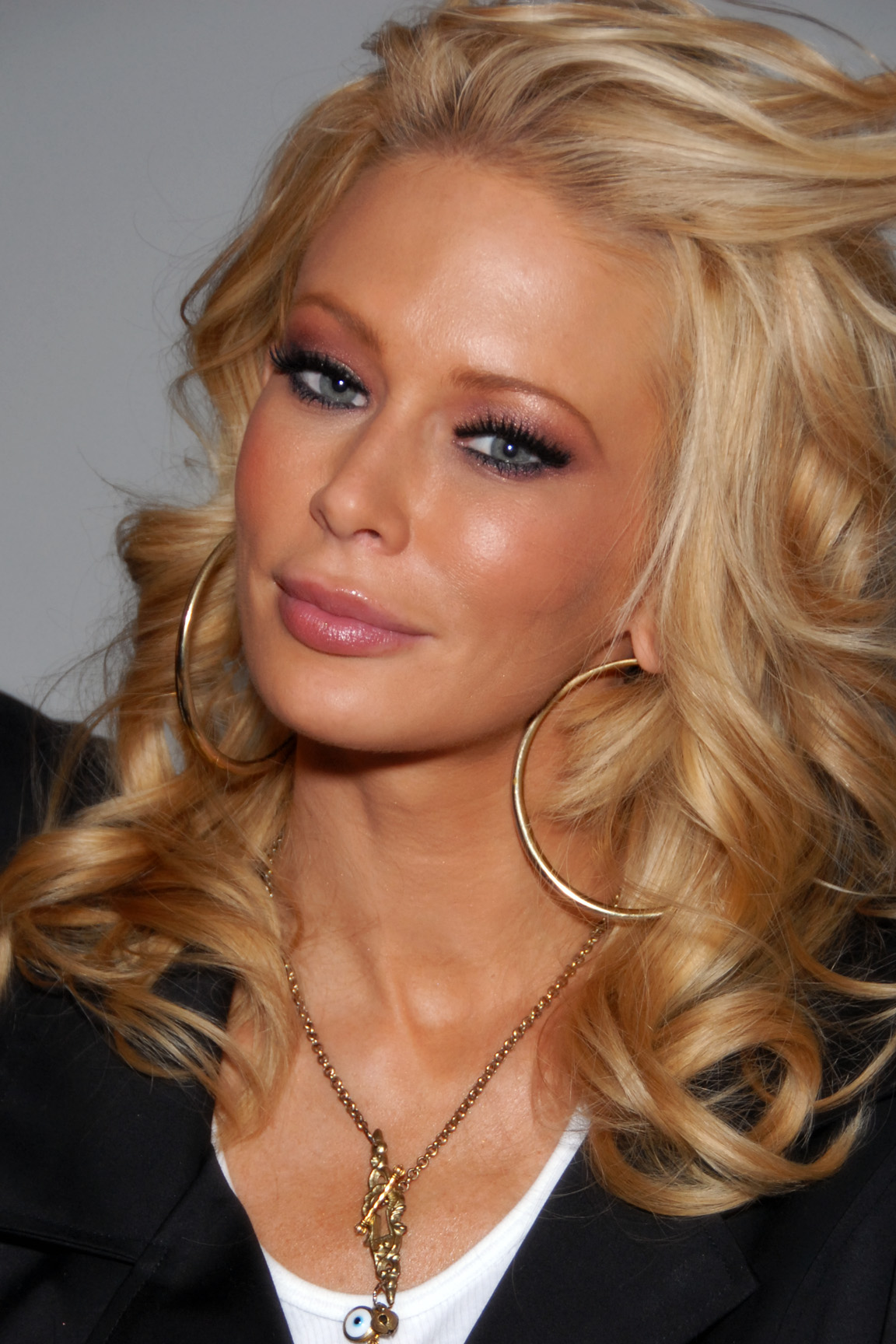
Дженна Джеймсон — вторая жена Тито Ортиса.

Со своей первой женой — Кристин — Тито Ортис состоял в браке с 2000 по 2005 годы. Во время медового месяца, который пара провела на Бермудских островах, молодожёны совершали прогулку на арендованной машине. На одном из перекрёстков Ортис, не привыкший к левостороннему движению, перепутал направления встречного транспорта, и в автомобиль врезался автобус. Несмотря на то, что у Кристин было повреждено четыре позвонка и сломано три ребра, она вскоре восстановилась.
В том браке у Ортиса родился сын, названный, как и его отец, Джейкобом.
В 2006 году Ортис начал встречаться с бывшей порноактрисой Дженной Джеймсон. Они познакомились на сайте Myspace: Дженна подала запрос на добавление её в «друзья», после чего у них завязалась переписка, и вскоре они пошли на первое свидание.
В ноябре Ортис был приглашён на вечер, посвящённый празднованию дню образования Корпуса морской пехоты США, который проводился на военной базе в пригороде Сан-Диего. Однако после того как ему отказали в разрешении взять с собой Дженну, Тито отказался присутствовать.
30 ноября Ортис участвовал в телешоу Говарда Стерна, на котором он признался Джеймсон в любви, добавив, что она больше не снимается в порнофильмах и ведёт пристойный образ жизни.
Долгое время Джеймсон не удавалось завести детей, но в августе 2008 года было объявлено о её беременности двумя малышами, которые должны появиться на свет в апреле 2009 года. Дети — близнецы Джесси и Джорни — родились 16 марта 2009.
«Я не могу испытывать большего счастья, чем то, как я горжусь Дженной — то, какая она мать и как растит двух прекрасных мальчиков. Я в хорошем месте. Я в очень хорошем месте. Душою и телом — я там, где всегда хотел быть.»
26 апреля 2010 года новостные агентства сообщили, что Тито Ортис был арестован по подозрению в домашнем насилии, а Дженна Джеймсон забрала детей и уехала. На распространённых фотографиях у неё была забинтована рука. Позже Ортис был выпущен под залог 25 000$ и на специально созванной конференции заявил, что обнаружил у Джеймсон некий наркотический препарат из группы опиатов. Ортис, сам выросший в наркотической среде и избежавший зависимости от наркотиков, не хотел позволять ей использовать тот препарат, в результате чего разыгралась ссора. Бывшая жена Ортиса, Кристин, заявила, что Тито никогда её не бил, а сама Джеймсон позже также призналась, что Ортис её не бил, а травму руки она получила в ходе их ссоры.
В дальнейшем выяснилось, что неизвестным препаратом оказался «Оксиконтин», применяемый для борьбы с депрессией. Тест на наркотики не выявил в крови Джеймсон следов их употребления. Таблетки, найденные Ортисом, были куплены давно и не использовались. Пара объявила, что произошедший инцидент — всего лишь недоразумение, и что против Ортиса не будет выдвинуто обвинений. Через неделю они вновь стали жить вместе. В марте 2013 года пара окончательно распалась.

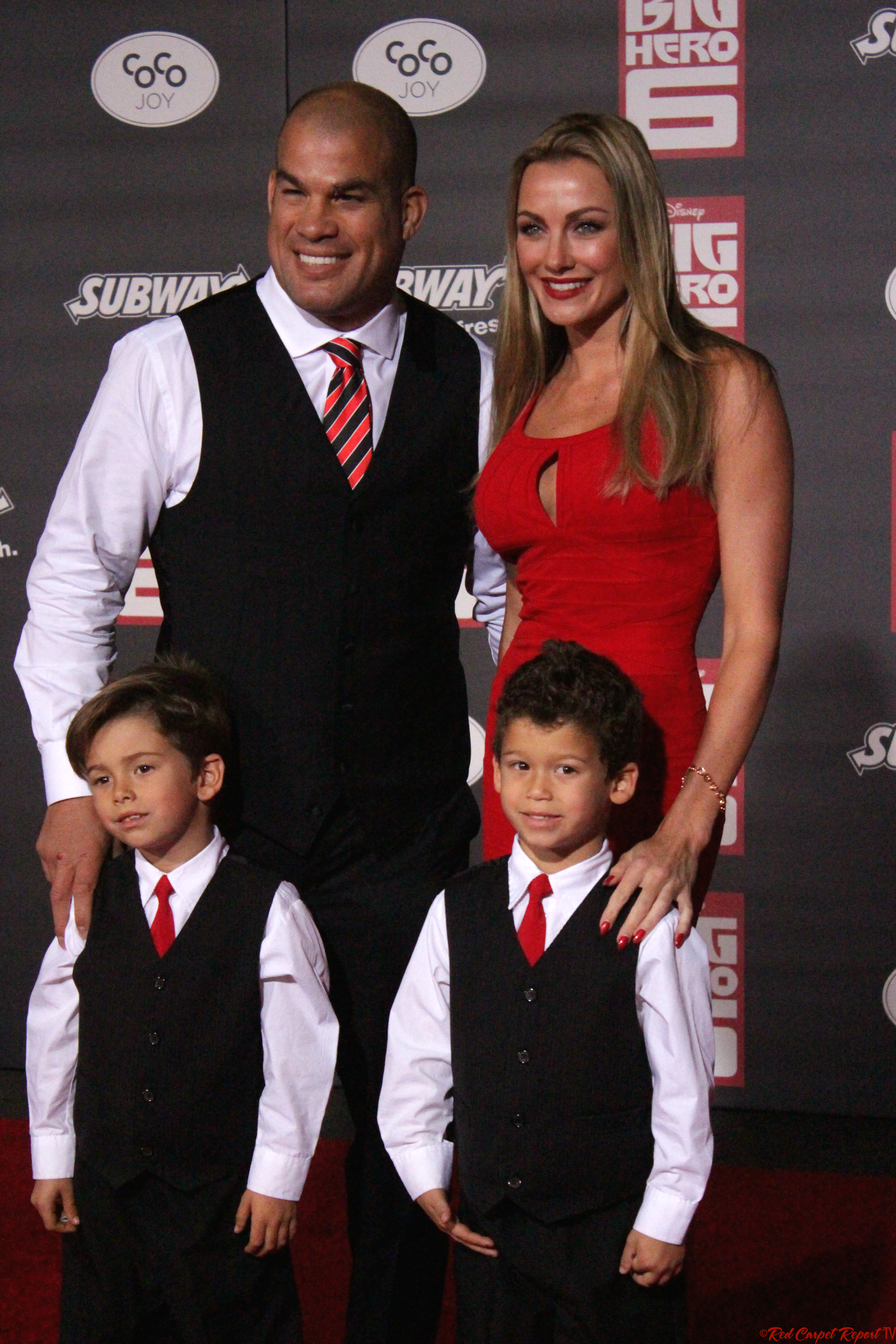
Тито Ортис с сыновьями и Эмбер Николь в ноябре 2014 года.

Памятуя о своём детстве, Тито Ортис, основал фонд имени себя для помощи неблагополучным подросткам.

### Комментарии
1. ↑  Распространённое написание фамилии «Ортиз» является ошибочным; см. Испанско-русская практическая транскрипция
2. ↑  Подробнее см. Список чемпионов UFC#Чемпионы в полутяжёлом весе
3. ↑  Подробнее см. Эволюция правил UFC
4. ↑  The Axe Murderer (с англ. — «Убийца с топором») — прозвище Вандерлея Силвы
5. ↑  Отсылка к Кенни Маккормику — персонажу мультсериала «Южный парк»
6. ↑  Отсылка к известной фразе из кинофильма «Форрест Гамп»
7. ↑  Среди любителей прореслинга для обозначения таких действий используется выражение kayfabe; см. Кейфеб
8. ↑  В оригинале фраза прозвучала: «You tooken out two of the former UFC heavyweight champions and you are the best heavyweight… in my eyes and I believe every one of these guys’ eyes around the world… of tonight…»

### Интервью
- Tito Ortiz in Six Questions — интервью Тито Ортиса порталу maxim.com (июнь 2008)